# Spin (magazine)
Pour les articles homonymes, voir Spin (homonymie).
Spin est un magazine musical fondé aux États-Unis en 1985.

## Histoire
Spin fut fondé en 1985 par l'éditeur Bob Guccione Jr. Le magazine se positionne rapidement comme principal compétiteur du Rolling Stone, duquel il se démarque en se rapprochant davantage de la musique underground, et en ignorant souvent, plus particulièrement dans les années 1990 et 2000 les vedettes pop.
Guccione a vendu le magazine aux propriétaires du magazine Vibe, fondé par Quincy Jones, en 1997 dans une transaction évaluée à 45 millions de dollars US. En 2006, Vibe s'est départi de Spin pour seulement 5 millions de dollars. Les nouveaux propriétaires sont Hartle Media. 

## Critiques
L'arrivée de l'ancien rédacteur en chef de Blender, Andy Pemberton, a créé une vague de mécontentement chez les lecteurs. La plupart des collaborateurs ont été remplacés, ayant été congédiés ou ayant choisi de partir d'eux-mêmes, et le premier numéro publié sous les ordres de Pemberton, en mai 2006, fait montre d'un important changement de direction. Le nouveau style de Spin a été décrié comme trop proches de celui des tabloïds à potins, trop éloigné du style habituel, qui se rapprochait de la scène du rock indépendant. Le magazine ira jusqu'à mettre Kevin Federline en couverture cette année-là.
Le 26 juin 2006, Andy Pemberton démissionne.

## Anecdotes
- L'ancienne rédactrice en chef, Sia Michel, fut la première femme à être nommé à ce poste prestigieux par un magazine musical.
- Madonna était en couverture du tout premier numéro de Spin.